# Harry Davenport
Harold George Bryant Davenport (Canton, 19 de janeiro de 1866 - Los Angeles, 9 de agosto de 1949) um ator e roteirista estadunidense (teatro e filme).

## Filmografia parcial
- The Case of the Black Cat (1936)
- Radio Patrol (1937)
- Mr. Dodd Takes the Air (1937)
- The Life of Emile Zola (1937)
- Wells Fargo (1937)
- You Can't Take It with You (1938)
- The Cowboy and the Lady (1938)
- Gone with the Wind (1939)
- Juarez (1939)
- The Story of Alexander Graham Bell (1939)
- The Hunchback of Notre Dame (1939)
- Tail Spin (1939)
- Foreign Correspondent (1940)
- Tudo Isto e o Céu Também (1940)
- Lucky Partners (1940)
- Dr. Ehrlich's Magic Bullet (1940)
- Too Many Husbands (1940)
- I Wanted Wings (1941)
- One Foot in Heaven (1941)
- That Uncertain Feeling (1941)
- Son of Fury: The Story of Benjamin Blake (1942)
- Kings Row (1942)
- Ten Gentlemen from West Point (1942)
- Princess O'Rourke (1943)
- The Amazing Mrs. Holliday (1943)
- Government Girl (1943)
- Consciências Mortas (1943)
- Jack London (1943)
- Meet Me in St. Louis (1944)
- Kismet (1944)
- Music for Millions (1944)
- This Love of Ours (1945)
- Courage of Lassie (1946)
- The Farmer's Daughter (1947)
- Little Women (1949)
- Riding High (1950)